# Maria van Berry

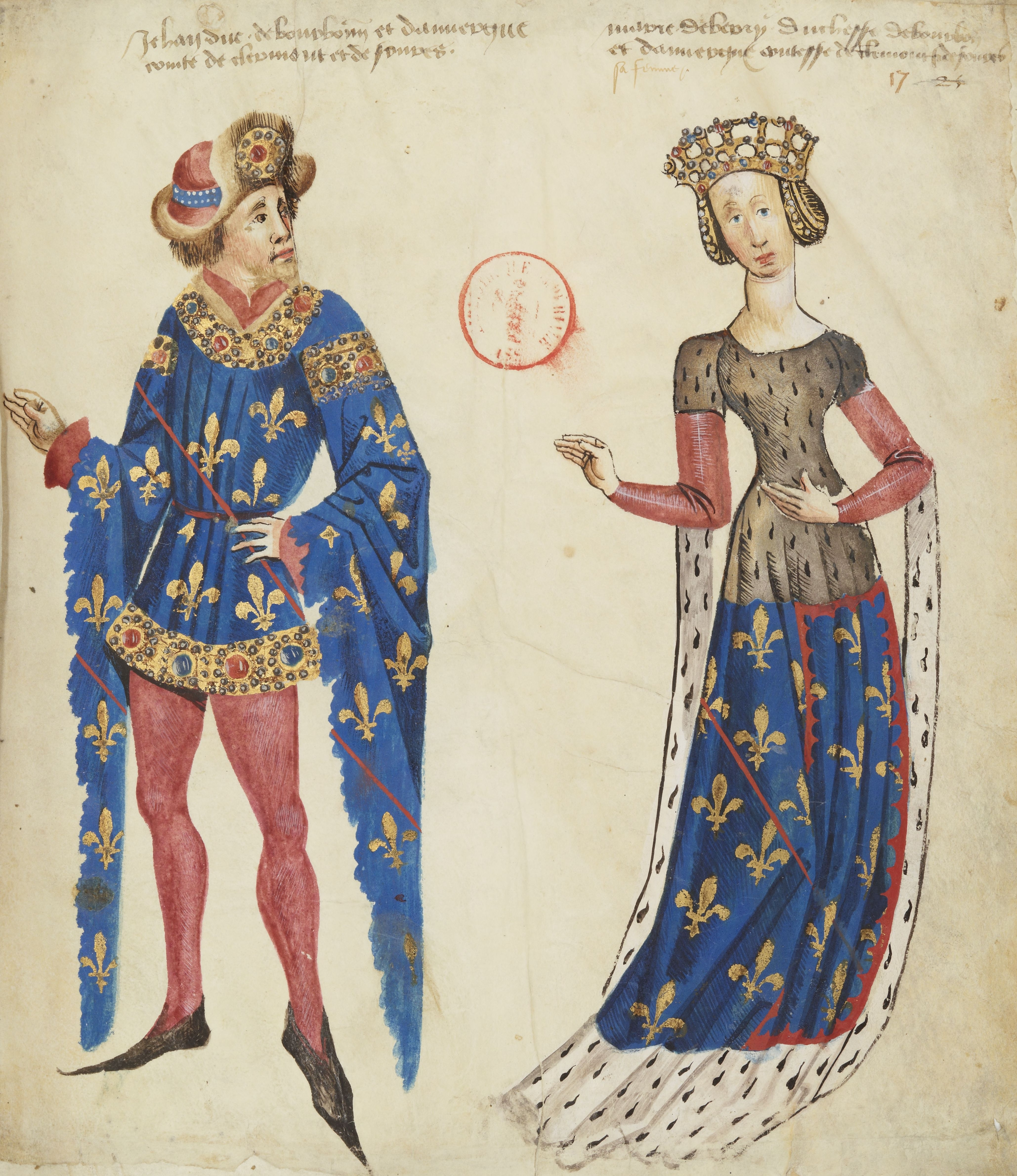
Maria van Berry en haar derde echtgenoot Jan I van Bourbon. Guillaume Revel, Armorial d'Auvergne: BNF Français 22297 f. 17r

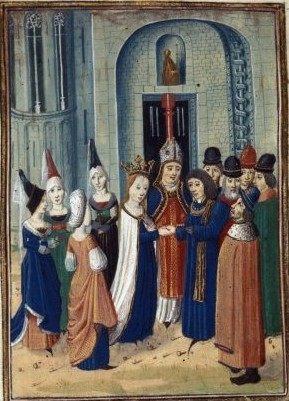
De bruiloft van Filips van Artesië en Maria van Berry. Jean Froissart, Kronieken: British Library Harleian MS 4380 f. 6r.

Maria van Berry (ca. 1375 – juni 1434) was suo jure hertogin van Auvergne en gravin van Montpensier van 1416 tot 1434. Ze was de dochter van Jan van Berry uit het huis Valois en van Johanna van Armagnac. Ze trouwde drie keer. Ze fungeerde als beheerder van het hertogdom Bourbon voor haar derde echtgenoot Jan I van Bourbon, tijdens zijn gevangenschap in Engeland na de Franse nederlaag in de Slag bij Azincourt in 1415, en bleef dit tot 1434.

## Leven
Maria werd geboren rond het jaar 1375, als jongste dochter van Jan de Grote, hertog van Berry, en Johanna van Armagnac. Via haar vader, een groot verzamelaar van antiquiteiten, kunstmecenas en bibliofiel, was ze een kleindochter van koning Jan II van Frankrijk. Ze had drie broers, Karel, Lodewijk en Jan, en een oudere zus, Bonne.

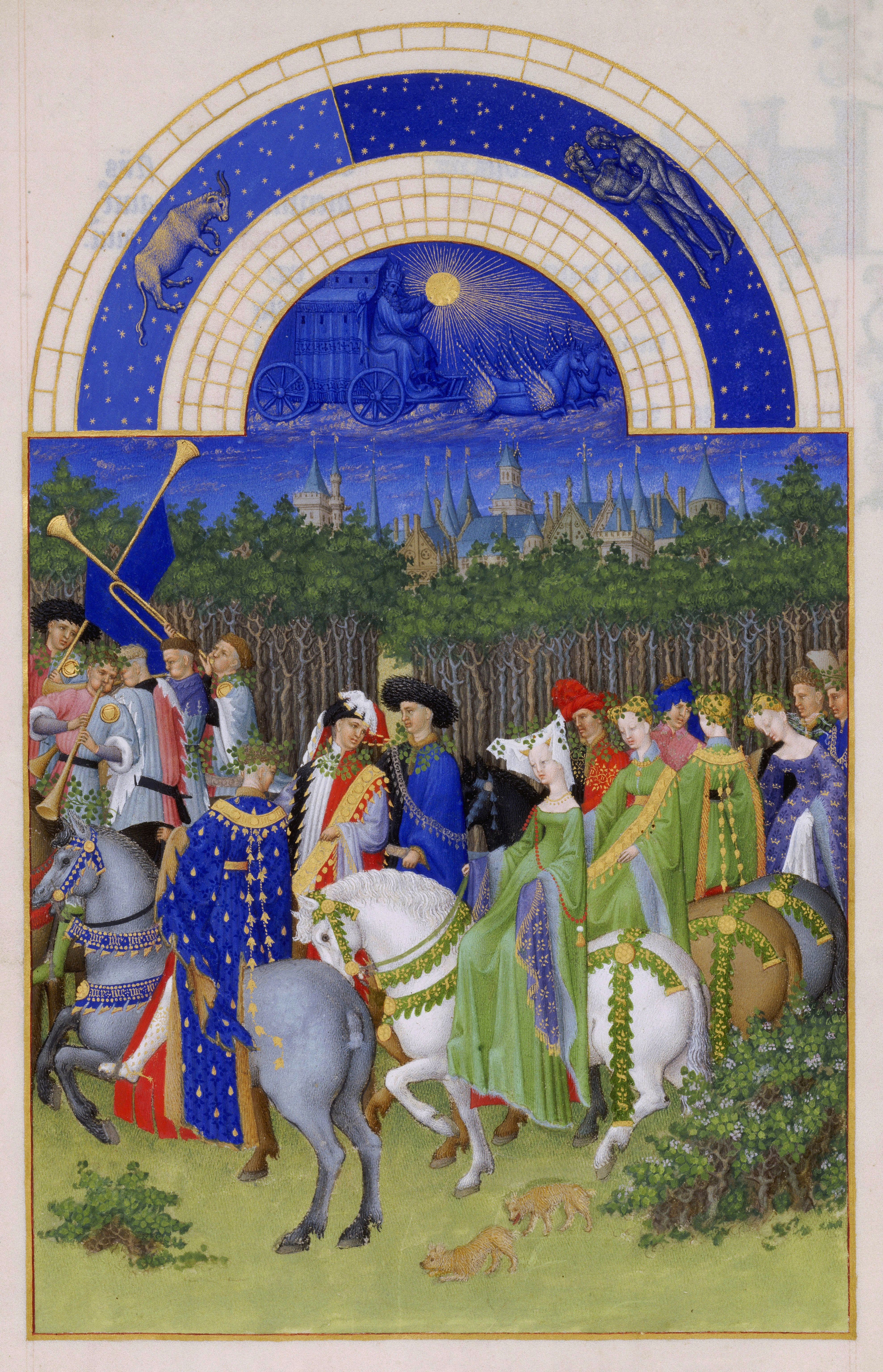
De maand mei. Maria van Berry is op de voorgrond te zien, rijdend op een wit paard, tijdens haar huwelijk met Jan van Bourbon. Het Palais de la Cité waar ze trouwde, is mogelijk het gebouw in het midden op de achtergrond. Les Très Riches Heures du duc de Berry: Musée Condé

### Gravin-gemalin van Châtillon
Het eerste van Maria's drie huwelijken vond plaats op 29 mei 1386 in de kathedraal van Bourges: ongeveer 11 jaar oud trouwde Maria met Lodewijk III van Châtillon. Maria's vader gaf haar een bruidsschat van 70.000 frank; hij gaf Lodewijk, zijn schoonzoon, het graafschap Dunois. Het huwelijk en de uitzet waren in 1384 door de twee vaders geregeld: "Een hertog zal haar aankleden, zowel in als uit bed, en een graaf zal haar de juwelen aanmeten", Jan, hertog van Berry, en Gwijde II van Blois, stemden hiermee in. De festiviteiten rond de bruiloft de ces jeunes enfants ("van deze jonge kinderen") worden beschreven in de Kronieken van Jean Froissart.

### Gravin van Eu
Er waren geen kinderen uit dit huwelijk en Lodewijk stierf op 15 juli 1391. Op 27 januari 1393 werd een huwelijkscontract opgesteld voor Maria en Filips van Artesië (1358-1397), graaf van Eu. Ze trouwden de volgende maand in het Palais du Louvre in Parijs; koning Karel VI van Frankrijk betaalde zelf de festiviteiten, terwijl haar vader haar een bruidsschat van 70.000 frank gaf. Ze kregen twee zonen en twee dochters. De koning benoemde Filips in 1392 tot connétable van Frankrijk. Filips ging op kruistocht en vocht samen met zijn vriend Jean II Le Meingre ("Boucicaut"), maarschalk van Frankrijk, in de rampzalige Slag bij Nicopolis op 25 september 1396. Beiden werden gevangengenomen en Filips stierf enkele maanden later in gevangenschap in Micalizo, nu Mihalıçcık geheten, in West-Turkije.
Na de dood van Filips inter Sarracenos ("onder de Saracenen") werd zijn lichaam teruggebracht naar Eu, zijn geboorteplaats, en schonk Maria jaarlijks een schenking van £100 aan de collegiale kerk Notre-Dame-et-Saint-Laurent voor een mis die daar elk jaar op 17 juni ter nagedachtenis aan hem zou worden opgedragen. Hun oudste zoon, Filips, stierf op 23 december van datzelfde jaar en is ook begraven in Eu. Samen met haar weduwe schoonzus, Jeanne van Thouars, werd Maria benoemd tot voogd over de drie overlevende kinderen uit haar huwelijk met Filips: Karel van Artesië, Bonne van Artesië en Catherine. Ongeveer drie jaar oud volgde Charles zijn vader op als graaf van Eu. Zijn inkomsten werden tot hij meerderjarig werd voor hem bewaard door drie trustees: Maria zelf, haar vader en haar oom Filips de Stoute, hertog van Bourgondië.

### Hertogin-gemalin van Bourbon
Maria trouwde op 21 juni 1401 in het "Koninklijk Paleis" (de Conciergerie) in Parijs met haar derde echtgenoot Jan I van Bourbon. Het contract was op 27 mei 1400 in Parijs getekend na ingewikkelde onderhandelingen. Ze kregen drie kinderen. Hij werd op 18 maart 1408 benoemd tot grootkamerheer van Frankrijk en volgde zijn vader op als hertog van Bourbon op 19 augustus 1410. Marias vader had koning Karel VI overgehaald om niet te vechten in de Slag bij Azincourt op 25 oktober 1415, maar Maria's echtgenoot vocht wel, werd gevangengenomen en bracht de rest van zijn leven door in Engelse gevangenschap.
Men gelooft dat Maria is afgebeeld in een of mogelijk twee miniaturen van een hele pagina in Les Très Riches Heures du duc de Berry, een rijkelijk geïllustreerd manuscript dat voor haar vader werd gemaakt in de jaren na de dood van zijn zonen. Op de illustratie voor de maand april zijn de jonge edelmannen en -vrouwen op de voorgrond gegroepeerd rond een echtpaar dat instemt met een huwelijk. Volgens Patricia Stirnemann, verwijzend naar Saint-Jean Boudin, toont de scène, hoewel pas rond 1410 geschilderd, de verloving van Maria met Jan van Bourbon in 1401. Raymond Cazelles betwist dit en stelt dat het echtpaar Maria's nicht Bonne van Armagnac en Karel van Orléans, zijn, die in 1411 zouden trouwen. Op de voorgrond van de illustratie voor de maand mei vindt een 1 meiviering plaats onder edelen. Details lijken te bevestigen dat het huis Bourbon is afgebeeld. Zowel Cazelles als Stirnemann geloven dat de vrouw op de voorgrond, rijdend op een wit paard en met een grote witte hoofdtooi, Maria voorstelt ter gelegenheid van haar huwelijk op 21 juni 1401. Deze geleerden zijn het er niet over eens welke van de begeleidende mannen Jan van Bourbon is. De gebouwen op de achtergrond zijn op verschillende manieren geïdentificeerd, maar G. Papertiant suggereert dat het Châtelet, Conciergerie en Tour de l'Horloge in Parijs zijn, en in het midden het Palais de la Cité waar Maria's huwelijk plaatsvond.
Een manuscript dat voor Maria zelf werd gemaakt en in 1406 aan haar werd geschonken, bestaat vandaag de dag nog als BnF, fr. 926. Het is een korte verzameling christelijke devotionele werken, te beginnen met Bonaventura's Stimulus amoris, vertaald in het Frans door Simon de Courcy als de Traitieé de l'esguillon d'amour divine. Het bevat een miniatuur van Maria en haar dochter Bonne (toen ongeveer tien jaar oud) die knielen in gebed voor de Maagd Maria. Het manuscript bevindt zich nu in de Bibliothèque nationale de France. Maria selecteerde ook ongeveer 40 manuscripten uit de collectie van haar vader na zijn dood, omdat ze nog steeds de bruidsschat van 70.000 frank verschuldigd was uit haar tweede huwelijk.

### Hertogin van Auvergne en gravin van Montpensier
Alle drie Maria's broers waren vóór 1400 overleden, wat de complexiteit van de onderhandelingen voor haar derde huwelijk verklaart: zij en haar oudere zus Bonne zouden erfgenamen worden van de titels van Jan van Berry, waarvoor koninklijke goedkeuring vereist was. Jan van Berry stierf op 15 juni 1416 (tegen die tijd was Maria's echtgenoot al gevangen in Engeland). Maria werd dienovereenkomstig op 26 april 1418 benoemd tot hertogin van Auvergne en gravin van Montpensier; deze titels werden in 1425 bevestigd. Op 17 januari 1421 benoemde haar echtgenoot haar ook tot beheerder van zijn landgoederen. Hij stierf in januari 1434 als gevangene in Londen. Maria stierf in juni van hetzelfde jaar in Lyon op een onbekende datum. Ze werd begraven in de priorij van Souvigny.